# Кваи Хему
Кваи-Хему (Куаи-Хем) (Khwái hemm) – Бушменски бог-поглъщач, злодей, създател и владетел на огъня. Той е ужасяващият баща на осиновената дъщеря на бога-създател Цагн – бодливото свинче Цо. Представлява страховито чудовище, което поглъща всичко срещнато, а ако след това ги повърне, хората и животните излизат от стомаха му живи. Всеки път, когато отвори устата си, от нея изскачат огромни пламъци. При някои от скалните рисунки в Лесото Кваи-Хему е изобразен подобно на двукрак динозавър. Почти по същия начин бушмените го представят и при някои свои ритуали.

## Митът за Цагн и Кваи-Хему
Веднъж Цагн в ролята си на трикстер изиграл лоша шега на кърлежите. Поводът бил отделянето на небесния свят от земния. Кърлежите имали домове, домашни животни, инструменти, съдове и дрехи. Животът им приличал много на този на бушмените в средата на ХІХ век, когато е създаден този мит. Между Цагн и кърлежите се завързала битка, която той изгубил. Но след това на насекомите им се наложило да изпитат цялата ярост на бога. Той се прибрал вкъщи, заспал и засънувал един от пророческите си сънища. Сънувал, че събира небесните кърлежи от всички техни владения и места за живеене и ги пренася на Земята. Когато богът се събудил, се оказало, че сънят му се е превърнал в реалност. Така, от пренесените на земята кърлежи, бил създаден бушменският народ. Като допълнително наказание Цагн отнел от хората и огъня. Намирайки се вече на Земята, те започнали да изпитват студ, глад и жажда. Повече не можели да сготвят храната си, нито да осветят тъмнината, нито да се стоплят. Защото не били готови да управляват голямата сила на огъня, символ на цивилизацията, която в началото били получили от Цагн. Животът на бушмените станал много труден. Тогава, въпреки съвета на осиновената си дъщеря Цо, Цагн поканил в този нов свят пламтящия Кваи-Хему, който бил създател на силата на огъня. Още с пристигането си страховитото създание започнало да унищожава всичко, сътворено от Цагн дотогава. Погълнало растенията, животните, домовете и хората. Накрая погълнало и Цагн. Останали само две деца и техният учител. Учителят научил децата как да се противопоставят на разрушителната сила на Кваи-Хему. Те успели да унищожат чудовището чрез хитрост и извадили от корема му всичко, което то било погълнало. Според друг вариант за унищожаването на бога-поглъщач се погрижил един от правнуците на Цагн – млада богомолка, която се научила да се противопоставя на смъртоносната жега на огнедишащия Кваи-Хему. Помагал му младеж от племето на бушмените. Спасените хора се заели да изградят отново света, който Цагн бил създал за тях. Защото бог създава, но хората трябва да се научат да управляват силите, които им е дал и в противен случай биха загинали. А според трети вариант двамата млади синове на Цо, по заповед на майка си пронизали с копията си Кваи-Хему и спасили всички, които били погълнати.